# Lagny (Oise)
Lagny település Franciaországban, Oise megyében. Lakosainak száma 524 fő (2022. január 1.). Lagny Candor, Catigny, Cuy, Dives, Porquéricourt, Sermaize és Suzoy községekkel határos.

## Népesség
A település népességének változása:
| Lakosok száma | 545  | 532  | 544  | 527  | 529  | 531  | 533  | 525  | 524  |
|               | 2013 | 2015 | 2016 | 2017 | 2018 | 2019 | 2020 | 2021 | 2022 |